# Norbert Wiener
Norbert Wiener (ur. 26 listopada 1894 w Columbii, zm. 18 marca 1964 w Sztokholmie) – amerykański matematyk i filozof pochodzenia żydowskiego, twórca cybernetyki, cudowne dziecko.
Wykładał na uniwersytetach Columbia, Harvard i Maine oraz na Massachusetts Institute of Technology. Prace Wienera dotyczą podstaw matematyki, rachunku prawdopodobieństwa i analizy funkcjonalnej. W swoich pracach opisał między innymi filtr stosowany w cyfrowym przetwarzaniu sygnałów, nazwany filtrem Wienera. W teorii procesów stochastycznych znane jest pojęcie procesu Wienera.
W 1961 Wiener zdefiniował czarną skrzynkę  jako nieznany system, którego funkcjonowanie może zostać opisane za pomocą technik identyfikacji systemów. 

## Publikacje
- Cybernetics or Control and Communication in the Animal and the Machine. New York 1948.
- Cybernetyka i społeczeństwo Wyd. KiW, Warszawa 1960, s. 236.
- Cybernetyka a społeczeństwo. Wyd. 2 popr., KiW, Warszawa 1961, s. 217.
- Cybernetyka, czyli sterowanie i komunikacja w zwierzęciu i maszynie, PWN, Warszawa 1971, s. 261. Seria: Informacja i Sterowanie.